# Lumière en éclats
Lumière en éclats est une œuvre de l'artiste français Hervé Mathieu-Bachelot située à Paris, en France. Créée en 1982, elle est installée à l'intérieur de la station de métro Cadet. Il s'agit d'une fresque qui orne les murs d'un couloir de la station.

## Description
Cette œuvre est réalisée sous forme de d'une mosaïque de faïence blanche et rouge. Elle représente un montage panoramique de trois photos. Des rayons rouges forment des extorsions d'autres rayons. Chacun peut l'interpréter selon sa propre imagination.

## Localisation
L'œuvre est installée sur un mur de la station de métro Cadet de la ligne 7 du métro parisien, laquelle est implantée rue La Fayette, à proximité du square Montholon, dans le 9e arrondissement.

## Artiste
Hervé Mathieu-Bachelot (né en 1945) est un artiste français. Conseiller artistique de la RATP, il a réalisé plusieurs fresques ornant certaines stations de celle-ci.